# باك كلايتون
باك كلايتون (بالإنجليزية: Buck Clayton)‏ هو كاتب أمريكي، ولد في 12 نوفمبر 1911 في كانساس في الولايات المتحدة، وتوفي في 8 ديسمبر 1991 في نيويورك في الولايات المتحدة.

## وصلات خارجية
- باك كلايتون على موقع IMDb (الإنجليزية)
- باك كلايتون على موقع الموسوعة البريطانية (الإنجليزية)
- باك كلايتون على موقع ميوزك برينز (الإنجليزية)
- باك كلايتون على موقع أول ميوزيك (الإنجليزية)
- باك كلايتون على موقع ديسكوغز (الإنجليزية)